# 雜密
雜密，有研究稱為事續、事部、所作怛特羅。或稱陀羅尼密教，為密宗的一個分支，也是佛教中最早發展出的密宗流派。

## 概論
雜密，意思為不純或不具有系統性的密法。漢傳佛教中，將密宗分為純密與雜密兩大系統，雜密為對純密傳入前就已經譯出的各種密續的概稱。
開元年間，開元三大士譯出胎藏界與金剛界密續之後，這兩部密續被稱為「純密」。相對於純密，在它們之前譯出的密教經典與咒語，都被稱為「雜密」。雜密與純密經典的最大區別是，雜密經典的教主是釋迦牟尼佛，但是純密經典是以毘盧遮那佛（釋迦牟尼佛的法身）為教主。
雜密部多為儀軌、真言，火供，講究神通與驅使鬼神等內容，缺少高深的義理，是密宗最早的雛形。在胎藏界與金剛界密續（此二部稱為純密）出現之後，它的地位慢慢被取代。
藏傳佛教將密宗分為四大系統，漢傳佛教所稱的雜密，相當於是其中的事續。被稱呼為事續，因為修行此部需要倚靠外部的儀軌及咒語才能夠得到相應。但有其他藏傳佛教研究者認為雜密由於沒有本尊觀、主要都以追求世間悉地為主，所以並非事續，僅係事續的雛型。應當以陀羅尼密教稱呼之。事續的內容與架構以《蕤呬耶經》、《蘇婆呼童子請問經》、《蘇悉地經》與《後靜慮續》為主要組成。
它的內容極為豐富，包括祈福、祈雨、治病、安家、息災，乃至於驅使鬼神、詛咒敵人，包羅萬象。與印度傳統的婆羅門教，中國傳統的道教，西藏的苯教，與中亞的薩滿教，有許多相似與相關之處。

## 源流
咒語及秘密儀式在部派佛教時期就已經存在佛教內部。如法藏部的經典之中，就立了咒藏這一類。
最早見於支謙譯《無量門微密持經》，為大乘佛教陀羅尼修行要籍。又竺法護譯《舍頭諫太子二十八宿經》，裡頭載佛陀為阿難解除咒術的神咒，現存本《生經》夾雜了《心總持經》、《護諸比丘呪經》、《吉祥呪經》、《總持經》，《密跡金剛力士經》闡述如來身、語、意三密。
帛尸梨蜜多羅在晉元帝時傳出《大孔雀王神呪》。晉安帝時，天竺沙門曇無讖譯出《金光明最勝王經》。

## 分類
後人又將雜密分成三部:
- 佛部：以釋迦牟尼佛為部尊，文殊師利菩薩為部主，佛眼佛母為部母。
- 蓮華部：以阿彌陀佛為部尊，觀世音菩薩為部主，白衣觀自在為部母。
- 金剛部：以不動如來為部尊，金剛手菩薩為部主，忙莫計菩薩為部母。

## 經典
东晋失译《七佛八菩萨所说大陀罗尼神咒经》四卷、梁代失译《陀罗尼杂集》十卷。
杂密的根本经典是《持明咒藏》，即所谓《金刚大道场经》十万颂，于唐代永徽三年(652)由阿地瞿多译出，名为《陀罗尼集经》，共十二卷

## 註解
1. ↑  .   [2019-03-23]. （原始内容存档于2020-08-09）.
2. ↑  .   [2018-08-16]. （原始内容存档于2021-10-25）.
3. ↑  《密宗道次第廣論》：「能以欲塵為道之方便者，為空性見及天瑜伽。欲證此二，若須觀待眾多外事，乃是事部之機。」「此依解釋名義而說，謂由外事增上故名事續。」
4. ↑  .   [2018-08-16]. （原始内容存档于2021-10-25）.
5. ↑  .   [2018-08-29]. （原始内容存档于2021-10-25）.
6. ↑  《三論玄義》：「自撰為五藏。三藏如常。四咒藏。五菩薩藏。」